# Francolí d'Ahanta
El francolí d'Ahanta (Pternistis ahantensis) és una espècie d'ocell de la família dels fasiànids (Phasianidae) que habita la selva i terres de conreu de l'Àfrica Occidental, des del sud de Mali i el Senegal fins a l'oest de Nigèria.